# 사카이 다다카쓰 (1594년)
사카이 다다카쓰(일본어: 酒井忠勝, 분로쿠 3년(1594년) ~ 쇼호 4년 음력 10월 17일(1647년 11월 13일))는 일본 에도 시대 전기의 후다이 다이묘로, 에치고국 다카다번주, 시나노국 마쓰시로번주, 데와국 쇼나이번의 초대 번주를 역임하였다.
도쿠가와 사천왕의 필두격인 사카이 다다쓰구의 손자로, 사카이 사에몬노조 가문(일본어: 酒井左衛門尉家) 종가(쇼나이번가) 제7대 당주이다. 에도 막부 제2대 쇼군 도쿠가와 히데타다와는 6촌간이다.

## 생애
분로쿠 3년(1594년), 사카이 이에쓰구의 맏아들로 태어났다. 원복을 할 때 주군 도쿠가와 히데타다(일본어: 徳川秀忠)에게서 히데타다의 『다다(忠)』의 1자를 하사받아 다다카쓰(일본어: 忠勝)라 명하였다.
게이초 14년(1609년) 1월 23일, 구나이타이호(일본어: 宮内大輔)에 서임되었다. 겐나 4년(1618년) 3월, 아버지 이에쓰구가 사망함에 따라 가문을 계승하였다. 그러나 상속 후 얼마 지나지 않은 겐나 5년(1619년) 3월에 에치고국 다카다번 10만 석 영지에서 시나노국 마쓰시로번 10만 석으로 이봉되었다. 그로부터 3년 뒤인 겐나 8년(1622년) 6월 7일에는 모가미 요시토시가 영지를 몰수당함에 따라 데와국 쇼나이번 13만 8천 석으로 증가되어 전봉되었다.
쇼나이에 들어와서는 교통의 요충지인 사카타의 가메가사키성(일본어: 亀ヶ崎城) 대신 다이호지씨(일본어: 大宝寺氏)의 거점으로 삼고 있던 쓰루가오카성(일본어: 鶴ヶ岡城)을 근거지로 정하였다. 그러나 가메가사키 성도 존속을 허락받아, 소규모 번으로서는 이례적으로 두 개의 성을 가지게 되었다. 다다카쓰는 거점인 쓰루가오카성 정비에 힘썼는데, 완성을 본 것은 손자인 다다요시 대의 일이었다.
쇼나이번에 들어온 직후 토지조사에서는 수치 상 생산량보다 실제 생산량을 대폭 늘리는 데에 성공한 반면, 이것이 가혹한 징세로 이어져, 쓰루가오카성의 공사 등도 있어서, 영내 백성들이 도망치기에 이르렀다. 특히 간에이 11년(1634년)에는 유사 향(일본어: 遊佐郷)의 오키모이리(일본어: 大肝煎)였던 다카하시 다로자에몬(일본어: 高橋太郎左衛門)이 막부에 직소하여 번의 통치는 흔들렸다.
다다카쓰의 만년인 간에이 19년(1642년)이 되어서는, 영지를 몰수당하고 다다카쓰에게 맡겨져 있던 동생 사카이 다다시게가 다다카쓰의 적자 다다마사를 폐적시키고, 자신의 아들 다다히로(일본어: 忠広)로 하여금 쇼나이 번을 계승하게 하려는 사카이 나가토노카미 사건(일본어: 酒井長門守一件)이 발생하였다. 이때 필두가로 고리키 기헤에(일본어: 高力喜兵衛) 등이 추방되었고, 다다마사도 폐적될 뻔 하였으나, 그 직전인 쇼호 4년(1647년) 10월 17일, 다다카쓰는 향년 54세로 사망하였고, 로주 마쓰다이라 노부쓰나의 판정에 따라 다다마사가 번주직을 계승하게 되었다.
| 전임 사카이 이에쓰구 | 제7대 사카이 사에몬노조가 종가 1618년 ~ 1647년 | 후임 사카이 다다마사 |

| 전임 사카이 이에쓰구 | 제2대 다카다번주 (사카이 사에몬노조가) 1618년 ~ 1619년 | 후임 마쓰다이라 다다마사 |

| 전임 마쓰다이라 다다마사 | 마쓰시로번주 (사카이 사에몬노조가) 1619년 ~ 1622년 | 후임 사나다 노부유키 |

|  | 제1대 쇼나이번주 (사카이 사에몬노조가) 1622년 ~ 1647년 | 후임 사카이 다다마사 |